# وسيط تخزين ذو حالة ثابتة

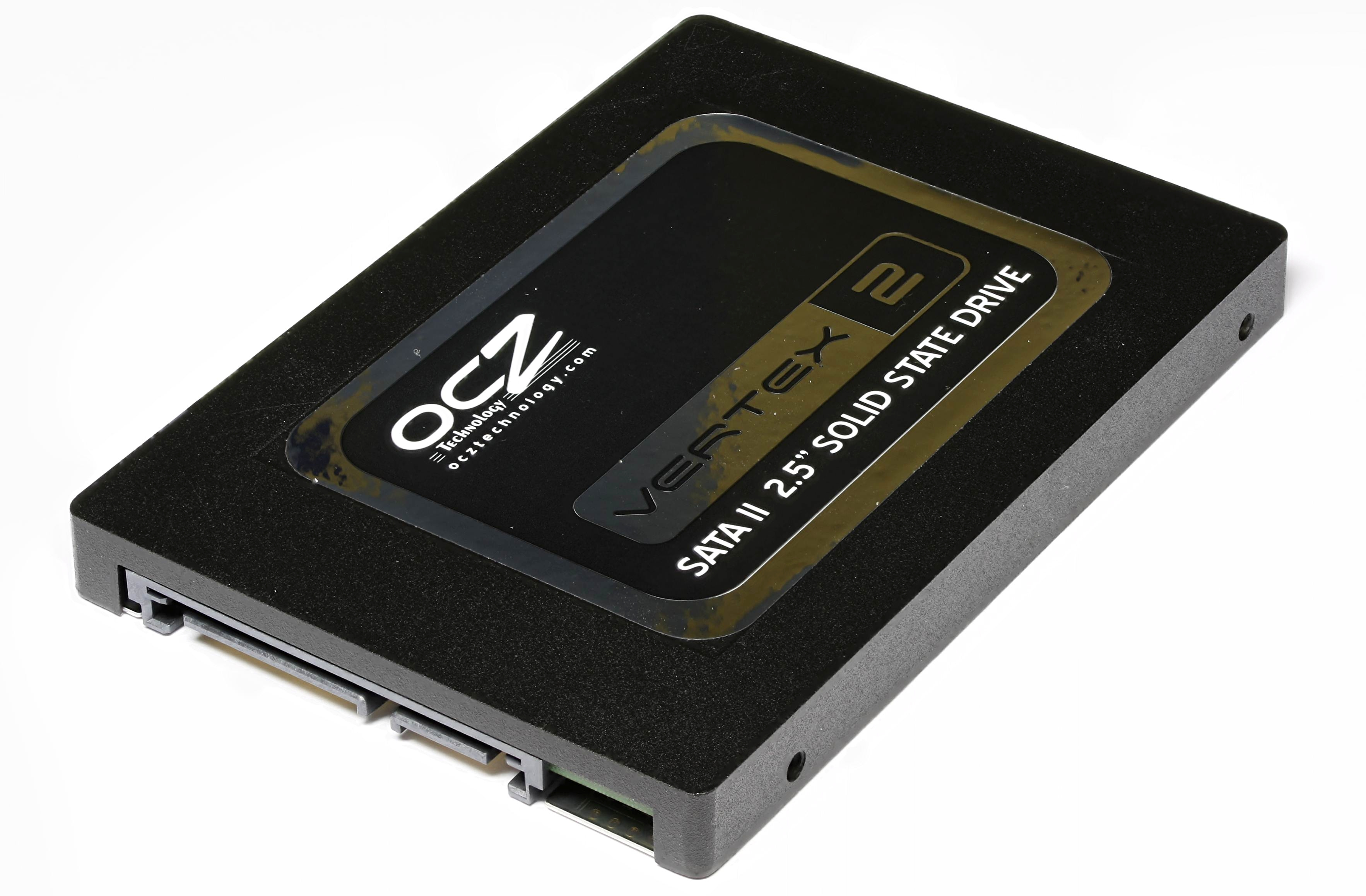
2.5 انش وسيط تخزين ذو حالة ثابتة SSD بديل للقرص الصلب HDD حاسوب محمولs and حاسوب مكتبيs.

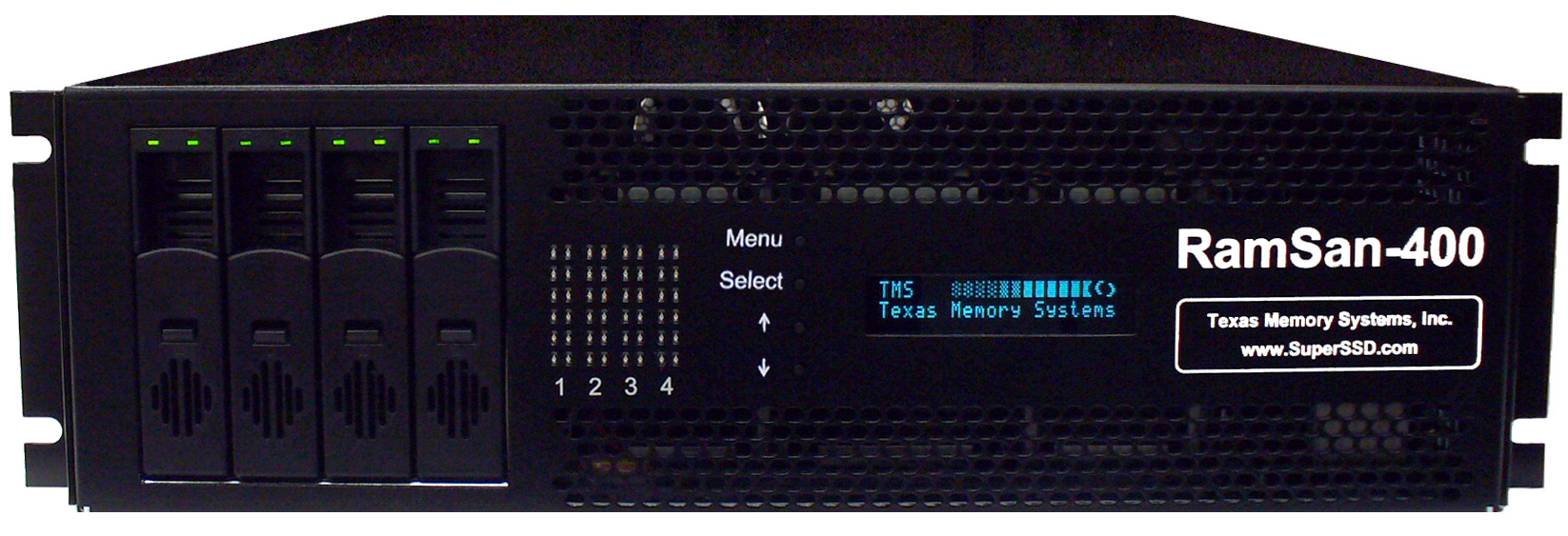
وسيط تخزين ذو حالة ثابته ذو رف SSD مبني جهاز ذاكرة دي.دي.آر اس.دي.رام

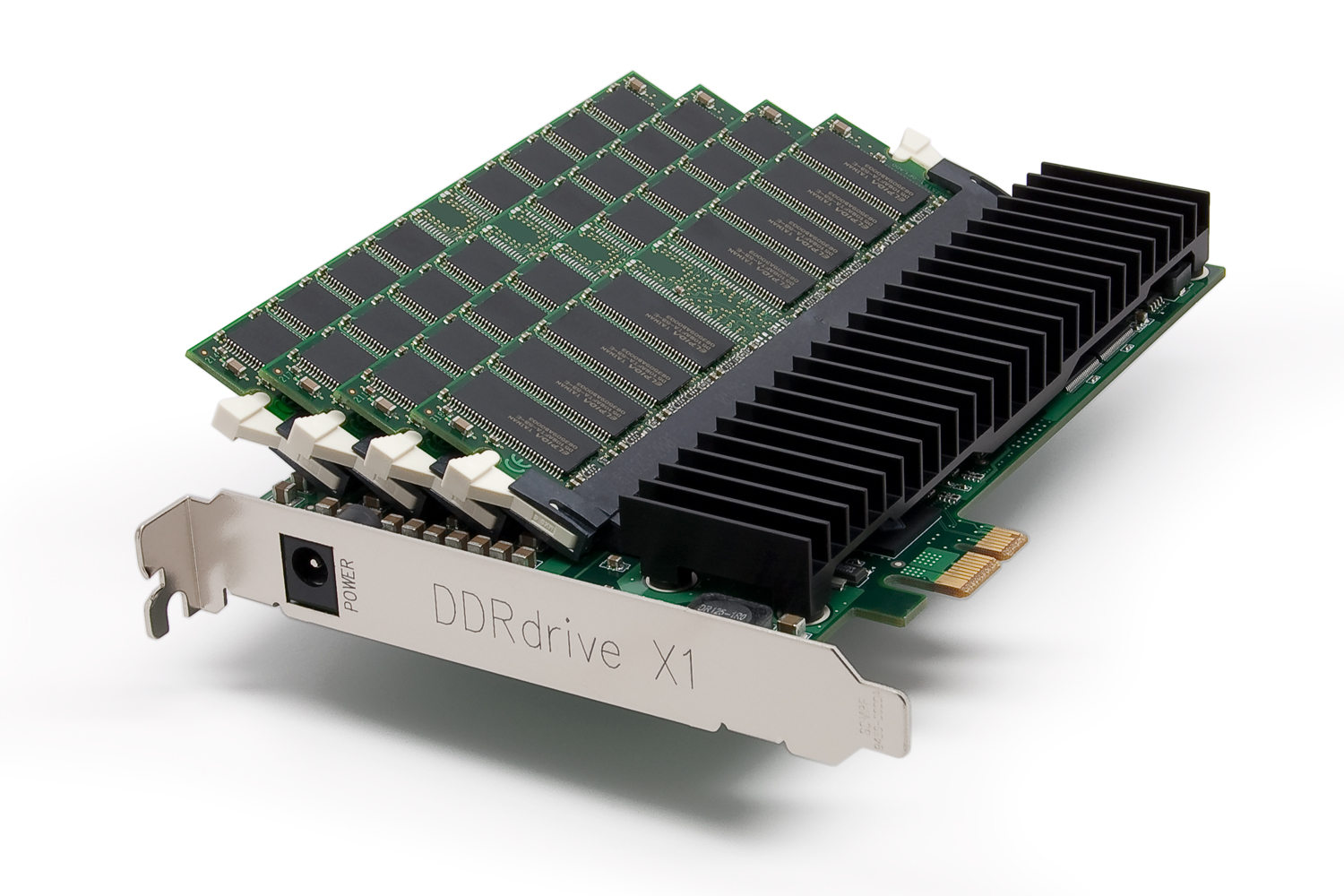
A PCI-Express-, DRAM- and NAND-based SSD that uses an external power supply to effectively make the DRAM non-volatile.

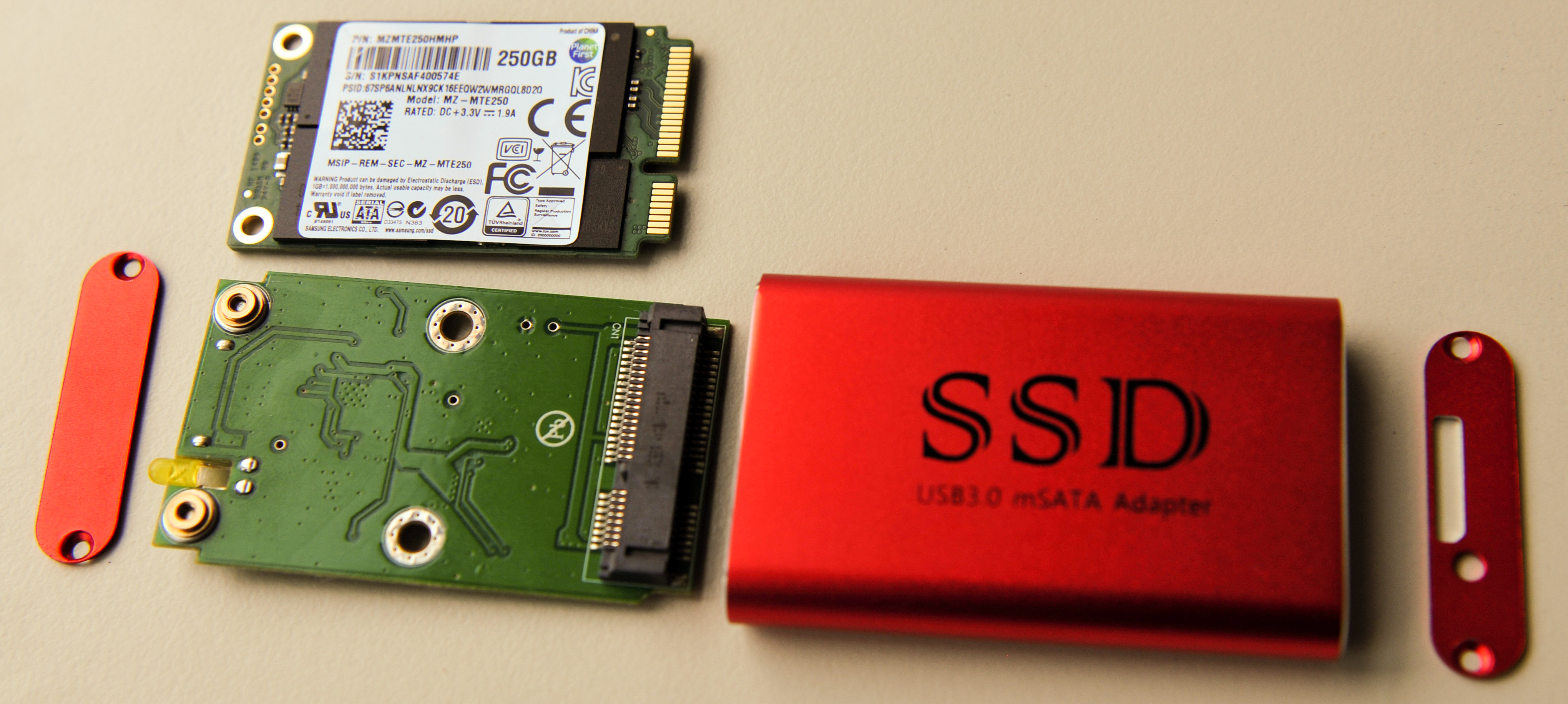
An ساتا SSD with an external enclosure

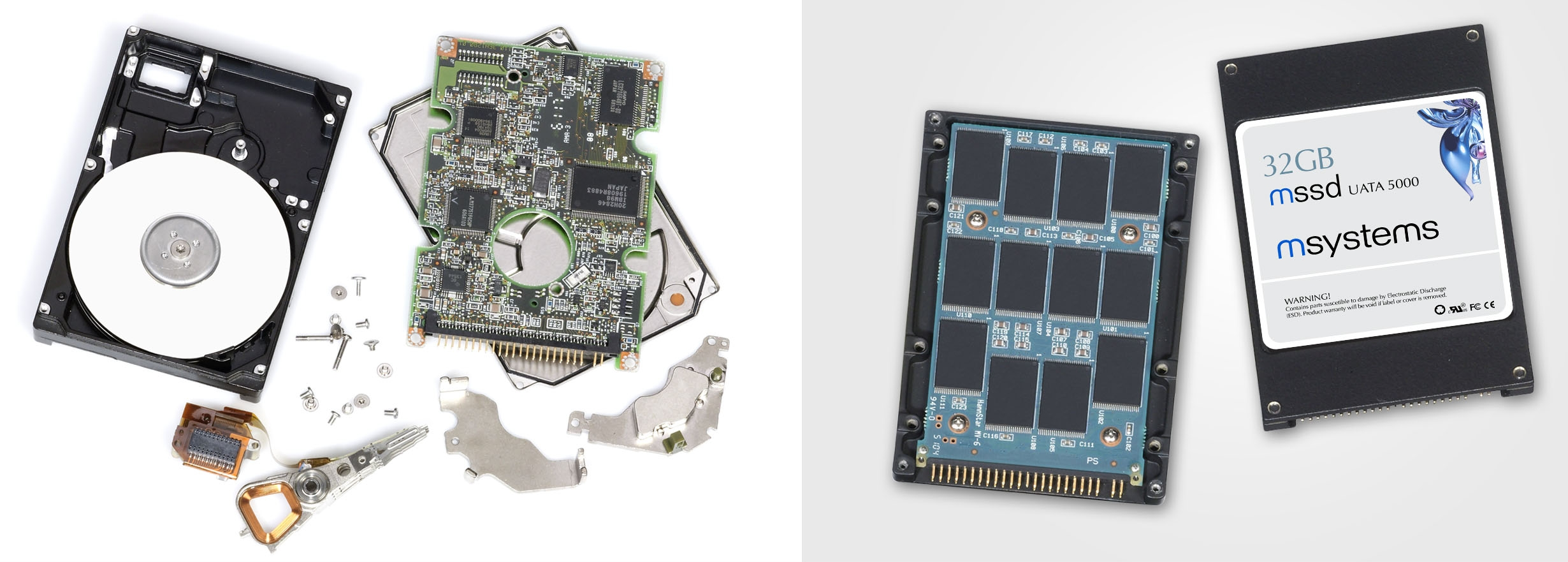
صورة تبين تعقيد القرص الصلب مقارنةً بالسواقة الجامدة

وسيط تخزين ذو حالة ثابتة (بالإنجليزية: Solid-state drive (SSD))‏ , يختلف عن القرص الجامد أو القرص الصلب أو سواقة الحالة الصلبة أو القرص الإلكتروني، فهو عبارة عن جهاز تخزين بيانات بحالته الجامدة لا يحتوي على أقراص متحركة كما في القرص الصلب. يعتمد على الدوائر المتكاملة Integrated Circuits والذاكرة لتخزين المعلومات مما يجعله ثابتا ومستمرا. تستخدم تكنولوجيا وسائط التخزين ذات الحالة الثابتة SSD واجهات إلكترونية متوافقة مع واجهات الإدخال والإخراج التقليدية (block input/output (I/O)) للسواقة الصلبة، مما يسمح باستبدالها بسهولة في التطبيقات الشائعة، بالإضافة إلى واجهات الإدخال والإخراج مثل SATA السريعة و SATA Express التي تم تصميمها لتلبية متطلبات محددة لتكنولوجيا وسائط التخزين ذات الحالة الثابتة SSD.
محركات الأقراص ذو الحالة الثابتة (SSD) لا تحتوي على مكونات ميكانيكية متحركة كالأقراص الصلبة (HDD) الكهروميكانيكية والكهرومغناطيسية أو الأقراص المرنة، التي تحتوي على أقراص دوارة ورؤس متحركة للقراءة والكتابة Disk read-and-write heads، وسائط التخزين ذات الحالة الثابتة (SSD) تستخدم طريقة مختلفة عن الأقراص الكهروميكانيكية وبالتالي فهي أكثر مقاومة للصدمات الخارجية وتعمل بصمت، كما تتميز بزمن وصول وتأخير أقل، بينما سعر الوسائط الثابتة ينخفض مع مرور الوقت، ، صنف المستهلكون الوسائط الثابتة SSDs (اعتبارًا من 2016) على أنها أغلى أربع مرات من الأقراص الصلبة HDDs .
اعتبارًا من 2015، أصبحت معظم الوسائط التخزين ذات الحالة الثابتة تستخدم الخلايا متعددة المستويات (MLC) المبنية على دوائر إلكترونية ذات ذاكرة ناند (MLC NAND-based flash memory) ، وهي نوع من الذاكرة الثابتة Non-volatile) memory) التي تحتفظ بالبيانات حتى في حالة عدم وجود طاقة كهربائية، يمكن تصنيع الذاكرة الثابتة باستخدام خلايا الذاكرة العشوائية الغير الثابتة (RAM) مع إضافة بطاريات تعمل في حالة فقد الطاقة الكهربائية.
الوسائط الهجينة Hybrid drive (أو الوسائط الهجينة ذات الحالة الثابتة solid-state hybrid drives) أو بالاختصار SSHD، تدمج ما بين مميزات القرص الصلب HDDs والوسائط الحالة الثابتة SSDs في نفس الوحدة لتوفير مساحة تخزين كبيرة من القرص الصلب مع سرعة أعلى بفضل استخدام جزء من الوسائط ذات الحالة الثابتة (cache) لتحسين الأداء والوصول السريع إلى لبيانات.
هناك تقنية جديدة تستخدم الذاكرة الثابتة بالاعتماد على تقنية ذاكرة الوصول العشوائي الساكنة (SRAM) أو تقنية ذاكرة الوصول العشوائي الديناميكية (DRAM) بدلاً من تقنية الذاكرة الوميضية (Flash memory)، و يتم تعزيزها ببطاريات لحفظ البايانات في حالة فقدان الطاقة.
الاستخدام الأصلي لكلمة الجامدة أو الحالة الصلبة (من فيزياء الجوامد) مستخدم في أجهزة أشباه الموصلات بدلاً من أجهزة الصمامات المفرغة أو صمامات الإلكترون، ولكن في هذا السياق تم اعتماد لتمييز الحالة جامدة في الأجهزة الإلكترونية والأجهزة الكهروميكانيكية أيضاً. ومع عدم وجود أجزاء متحركة فإن السواقات الجامدة أكثر تحمل من الأقراص الصلبة، وأيضاً لا يصدر منها صوت (ما لم يوجد بها مروحة تبريد)، وهي أسرع لنفس السبب.
الوسائط الثابتة بدأت بالظهور في الحواسيب المحمولة، مع أنها أغلى مقارنةً بالأقراص الصلبة (500 دولار أمريكي ل256 جيجابايت مقارنةً ب50 دولار أمريكي قرص صلب خارجي بنفس الحجم مع بدايات 2009).

## العمارة والوظيفة
السواقة المبنية على تقنية الذاكرة الوميضية أو السواقة الجامدة الوميضية
أغلب مصنعي السواقة الجامدة يستخدمون تقنية الذاكرة الوميضية لصناعة سواقات قوية وقابلة لتحمل الصدمات. السواقة الجامدة الوميضية لا تحتاج إلى بطاريات لحفظ المعلومات، وتكون بأحجام مختلفة 3.5 و2.5 و1.8 بوصة. السواقة الجامدة الوميضية تحتفظ بالمعلومات حتى لو حصل انقطاع مفاجئ للتيار الكهربائي. وهي أبطء من ذاكرة الوصول العشوائي والقرص الصلب، ولكن قد تكون ذو أداء أفضل من الأقراص الصلبة، لأنه تم إزالة وقت البحث الذي ينتج عنه تحرك القرص وتحرك رأس القراءة والكتابة في القرص الصلب لعدم وجود أجزاء متحركة في الذاكرة.
المكونات:
1. الذاكرة المخبئية (بالإنجليزية: cache)‏ : السواقة الجامدة الوميضية تستعمل ذواكر وصول عشوائي ديناميكية كثيرة وبأحجام صغيرة كذاكرة مخبئيه، وهي شبيهة بالذاكرة المخبئية في الأقراص الصلبة.
2. مخزن للطاقة: نوع من أنواع البطاريات، وهي ضرورية لحفظ المعلومات من الضياع في حال الانقطاع المفاجئ للتيار.

يعتمد حجم وشكل أي جهاز إلى حد كبير على حجم وشكل المكونات المستخدمة في صنع هذا الجهاز. صُمِّمَت الأقراص الصلبة التقليدية ومحركات الأقراص الضوئية حول اللوح الدوّار أو القرص البصري جنبًا إلى جنب مع محرك المغزل (Spindle Motor) بالداخل. إذا كان وسيط التخزين ذو الحالة الثابتة مكوَّنًا من العديد من الدوائر المتكاملة المترابطة (ICs) وموصل واجهة، فإن شكله لم يعد يقتصر على شكل محركات الوسائط الدوارة. تأتي بعض حلول التخزين ذات الحالة الصلبة في هيكل أكبر قد يكون عامل شكل مثبت على الرف مع العديد من محركات أقراص الحالة الصلبة بالداخل. سوف يتصلون جميعًا بحافلة مشتركة داخل الهيكل ويتصلون خارج الصندوق بموصل واحد.
للاستخدام العام للكمبيوتر، يُعتبر عامل الشكل 2.5 بوصة (الموجود عادةً في أجهزة الكمبيوتر المحمولة) هو الأكثر شيوعًا. بالنسبة لأجهزة الكمبيوتر المكتبية المزودة بفتحات لمحركات الأقراص الثابتة مقاس 3.5 بوصة، يمكن استخدام لوحة محول بسيطة لجعل محرك الأقراص هذا مناسبًا. الأنواع الأخرى من عوامل الشكل أكثر شيوعًا في تطبيقات المؤسسة. يمكن أيضًا دمج الأقراص الصلبة تمامًا في الدوائر الأخرى للجهاز، كما هو الحال في أبل ماك بوك أير (بدءًا من طراز خريف 2010). اعتبارًا من عام 2014، اكتسبت عوامل الشكل ميني ساتا (Mini-SATA) وم.2 (M.2) أيضًا شعبية، خاصة في أجهزة الكمبيوتر المحمولة.

### عوامل شكل الأقراص الصلبة القياسية
تتمثل فائدة استخدام عامل شكل الأقراص الصلبة الحالي في الاستفادة من البنية التحتية الواسعة الموجودة بالفعل لتركيب وتوصيل محركات الأقراص بالنظام المُضيف. تُعرف عوامل الشكل التقليدية هذه بحجم الوسائط الدوّارة (أي 5.25 بوصة أو 3.5 بوصة أو 2.5 بوصة أو 1.8 بوصة) وليست بأبعاد غلاف محرك الأقراص.

### عوامل شكل البطاقة القياسية
بالنسبة للتطبيقات التي تكون المساحة فيها أعلى، مثل أجهزة الحاسوب اللوحية أو ألترابوك، وُحِّدت بعض عوامل الشكل المُدمجة لمحركات أقراص الحالة الثابتة المستندة إلى الفلاش.
يوجد عامل شكل ميني ساتا (Mini-SATA)، والذي يستخدم التخطيط المادي لبطاقة ميني منفذ الملحقات الإضافية السريع (PCI Express Mini Card). إنه يظل متوافقًا كهربائيًا مع مواصفات واجهة بطاقة ميني منفذ الملحقات الإضافية السريع بينما يتطلب اتصالًا إضافيًا بوحدة تحكم مضيف ساتا (SATA) من خلال نفس الموصل.
عامل الشكل م.2 (M.2)، المعروف سابقًا باسم عامل الشكل من الجيل التالي (NGFF)، هو انتقال طبيعي من ميني ساتا والتخطيط المادي المُستخدَم، إلى عامل شكل أكثر قابلية للاستخدام وأكثر تقدمًا. بينما استفادت ميني ساتا من عامل الشكل والموصل الحاليين، فقد صُمِّم م.2 لزيادة استخدام مساحة البطاقة إلى الحد الأقصى، مع تقليل المساحة. يسمح م.2 القياسي بتركيب محركات أقراص الحالة الصلبة ساتا ومنفذ الملحقات الإضافية السريع على وحدات م.2

### عوامل شكل لوحة الجهاز

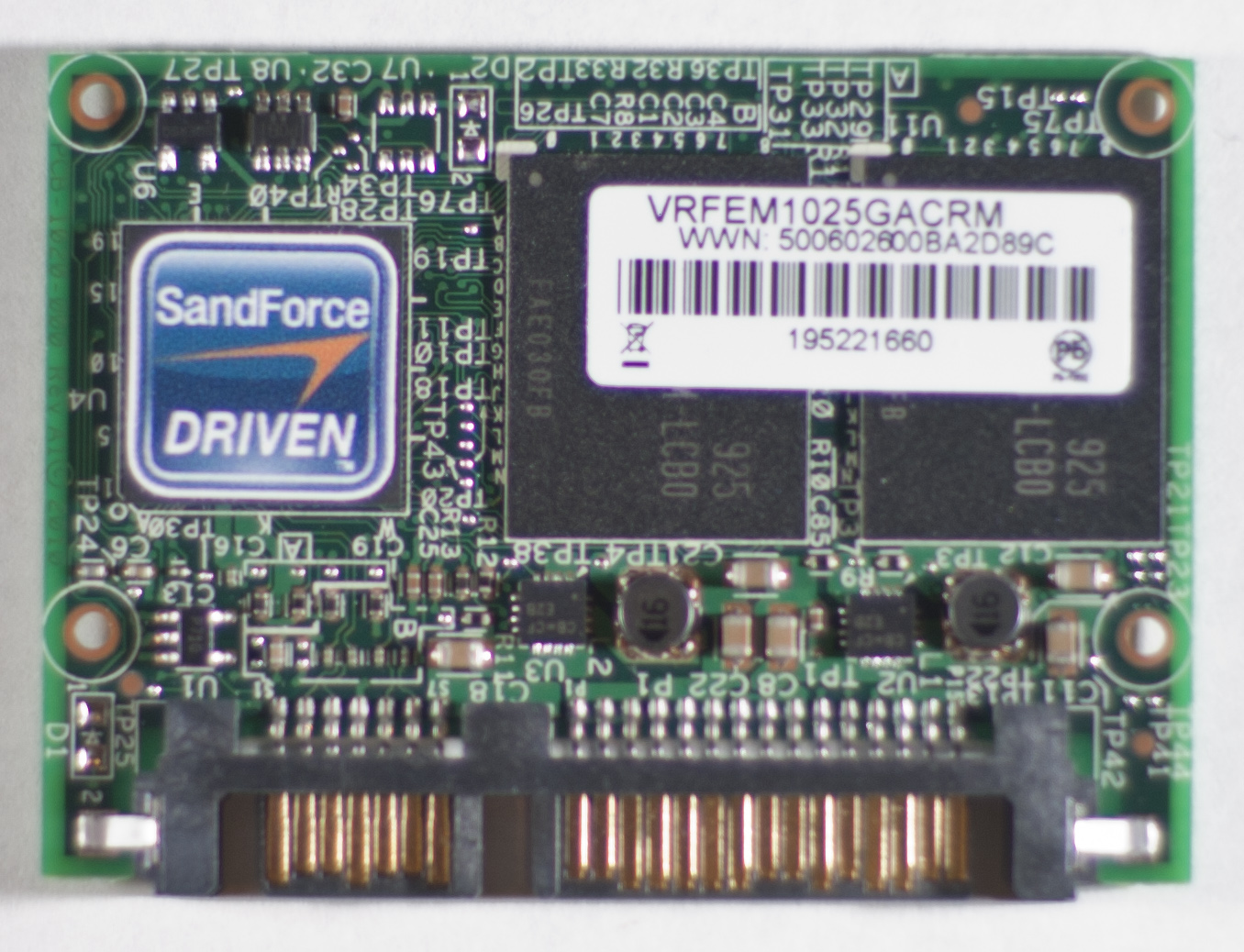
MO-297 ساتا محرك أقراص على وحدة (DOM) عامل شكل وسيط تخزين ذو حالة ثابتة

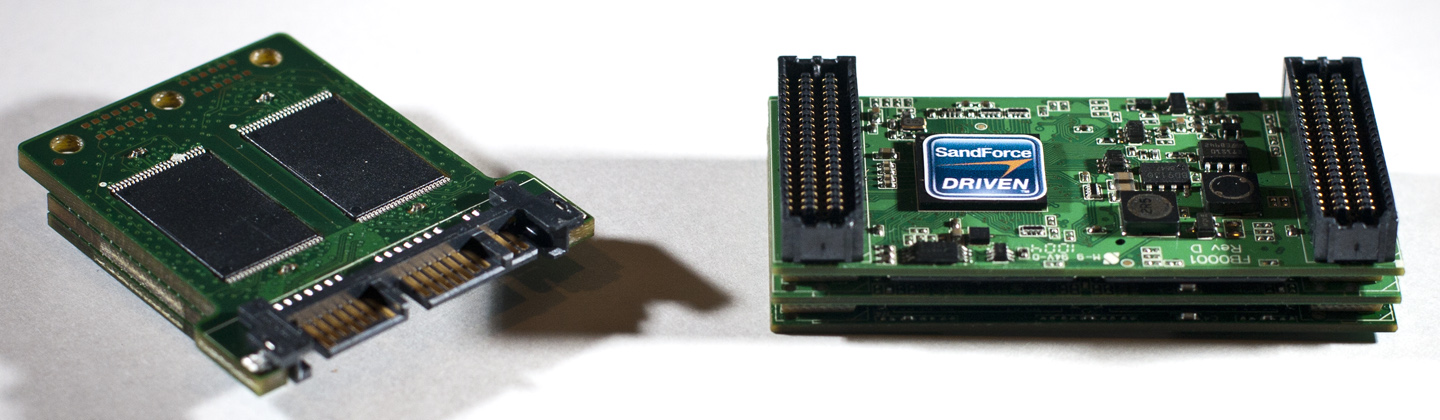

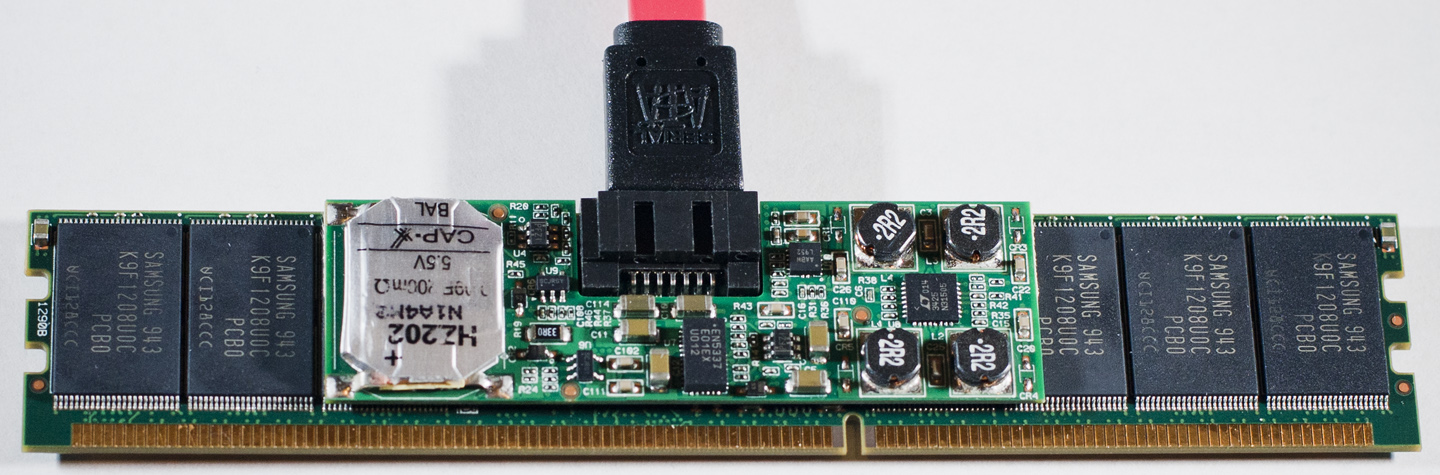
تقنية Viking Technology وسيط تخزين ذو حالة ثابتة القائمة على ساتا المزوج في خط وحدة الذاكرة (SATADIMM).

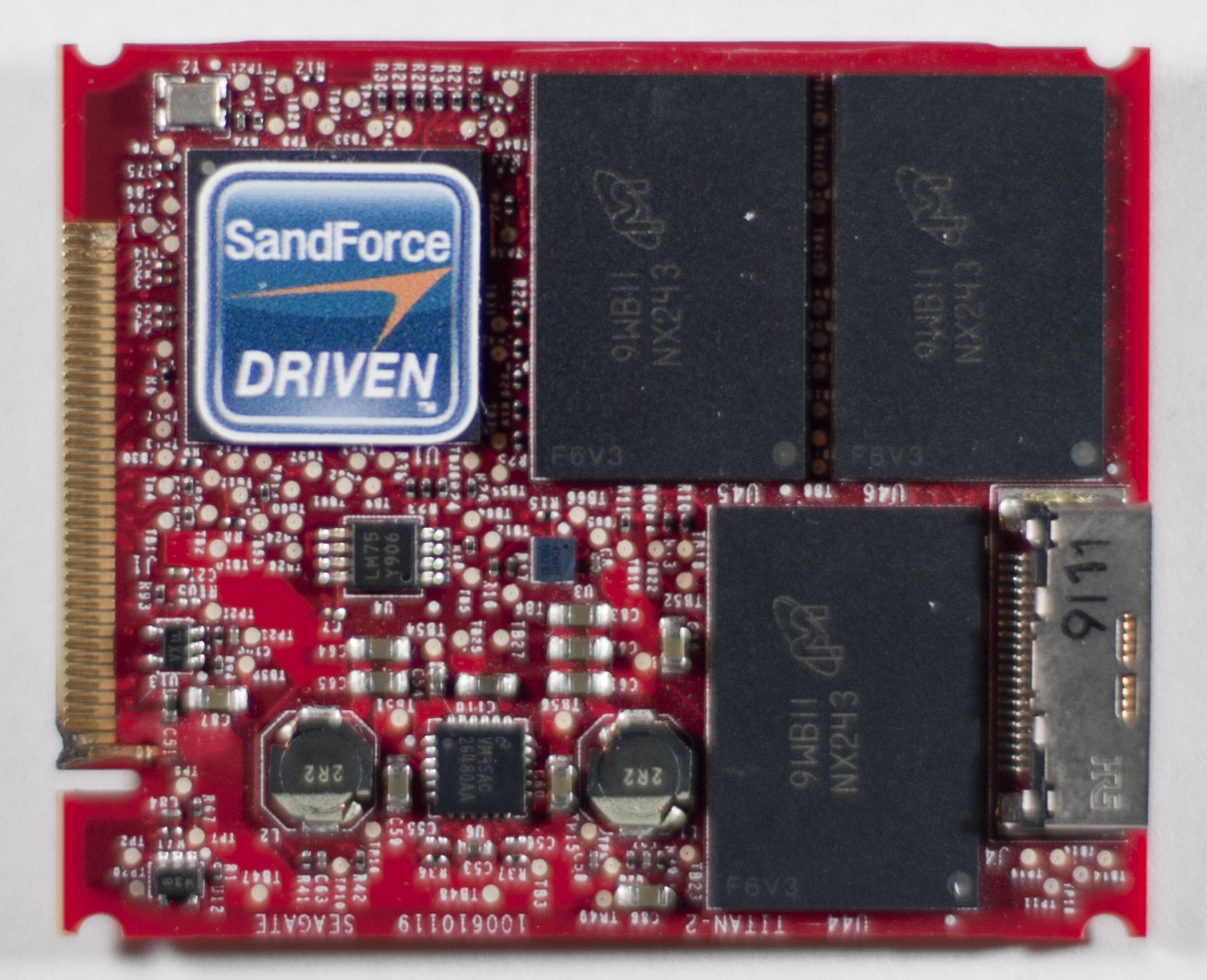
موصل مخصص وسيط تخزين ذو حالة ثابتة ساتا

تُستخدَم الآن عوامل الشكل التي كانت أكثر شيوعًا لوحدات الذاكرة بواسطة محركات أقراص الحالة الصلبة للاستفادة من مرونتها في تصميم المكونات. بعض هذه الأجهزة تتضمن منفذ الملحقات الإضافية السريع وذاكرة ميني منفذ الملحقات الإضافية السريع (PCI Express Mini Card) وميني المزدوج في خط وحدة الذاكرة (Mini-DIMM) وMO-297 وغيرها الكثير. يُستخدَم ساتا المزدوج في خط وحدة الذاكرة (SATADIMM) من Viking Technology فتحة المزدوج في خط وحدة الذاكرة DDR3 فارغة على اللوحة الأم لتوفير الطاقة لوسيط التخزين ذو الحالة الثابتة مع موصل ساتا منفصل لتوفير اتصال البيانات مرة أخرى بالكمبيوتر. والنتيجة هي وسيط تخزين ذو حالة ثابتة سهل التثبيت بسعة مساوية لمحركات الأقراص التي تشغل عادةً حاوية محرك 2.5 بوصة كاملة. قام مصنع واحد على الأقل، إينوديسك (Innodisk)، بإنتاج محرك أقراص مُثبَّت مباشرة على موصل ساتا (SATADOM) على اللوحة الأم دون الحاجة إلى كابل طاقة. تعتمد بعض وسائط التخزين التي حالتها ثابتة على عامل شكل منفذ الملحقات الإضافية السريع وتقوم بتوصيل كلٍ من واجهة البيانات والطاقة من خلال موصل منفذ الملحقات الإضافية السريع بالمُضيف. يمكن أن تستخدم محركات الأقراص هذه إما وحدات تحكم فلاش منفذ الملحقات الإضافية السريع مباشرة أو جهاز جسر منفذ الملحقات الإضافية السريع إلى ساتا والذي يتصل بعد ذلك بوحدات تحكم فلاش ساتا.

## مقارنة بينها وبينالقرص الصلب

### الميزات
- إقلاع النظام أسرع لعدم وجود أجزاء متحركة في السواقة الجامدة.
- أسرع في الوصول العشوائي للقراءة حيث لا يوجد رأس قراءة أو كتابة.
- لا تصدر صوت لعدم وجود الأجزاء المتحركة أو عدم وجود مراوح تبريد في السواقات قليلة السعة(يوجد مراوح في السواقات ذات السعة العالية).
- تستخدم تيار كهربائي أقل من القرص الصلب.
- مستويات تحمل أعلى لدرجات الحرارة فالقرص الصلب يعمل ما بين 5-55 درجة مئوية أما السواقة الجامدة فيصل مستوى تحملها إلى 70 درجة مئوية، وبعضها يصل إلى مستويات أعلى من ذلك.

### العيوب
- السعر: في منتصف 2013 كان سعر الجيجابايت للسواقة الحالة الصلبة أعلى إلى حد كبير من الجيجابايت للقرص الصلب: فكان الجيجابايت سعرة ما بين 1.00-30.45 $ دولار أمريكي للجيجابايت لسواقة الحالة الصلبة أما القرص الصلب سعر الجيجابايت تقريباً 0.038 $ دولار أمريكي.
- المساحة: متوسط مساحة القرص الصلب أكبر بكثير من مساحة سواقة الحالة الصلبة، حيث مساحة الأقراص الصلبة من الممكن أن تصل إلى 2 تيرابايت (2014)، أما سواقة الحالة الصلبة فحوالي 120 جيجابايت إلى 1 تيرابايت (2014) .
- عمر سواقة الحالة الصلبة (SSD) مرتبط بعدد مرات عمليات الكتابة، فسواقة الحالة الصلبة محدودة في عمليات الكتابة مثل «فلاشة USB»، لهذا القرص الصلب ممكن يعمل لمدة أكبر لأن عمليات الكتابة لا تؤثر فيه، لكن حدود مرات الكتابة ليس بعدد صغير.